# Pertsevita-(F)
La pertsevita-(F) és un mineral de la classe dels borats. Rep el seu nom de Nikolai Nikolayevich Pertsev (1930-) pel seu treball en els minerals borats, més el sufix -(F) en ser una espècie amb fluor dominant.

## Característiques
La pertsevita-(F) és un borat de fórmula química Mg₂BO₃F. Va ser aprovada com a espècie vàlida per l'Associació Mineralògica Internacional l'any 2002. Cristal·litza en el sistema ortoròmbic, i es troba en forma de grans anèdricaes de fins a 150 micres de diàmetre. És l'anàleg amb fluor de la pertsevita-(OH). L'exemplar que va servir per a determinar l'espècie, el que es coneix com a material tipus, es troba conservat a la col·lecció mineralògica del Institut für Geologie, Mineralogie & Geophysik, a Bochum, Alemanya, amb el número de catàleg 25164.
Segons la classificació de Nickel-Strunz, la pertsevita-(F) pertany a «06.AB: borats amb anions addicionals; 1(D) + OH, etc.» juntament amb els següents minerals: hambergita, berborita, jeremejevita, warwickita, yuanfuliïta, karlita, azoproïta, bonaccordita, fredrikssonita, ludwigita, vonsenita, pinakiolita, blatterita, chestermanita, ortopinakiolita, takeuchiïta, hulsita, magnesiohulsita, aluminomagnesiohulsita, fluoborita, hidroxilborita, shabynita, wightmanita, gaudefroyita, sakhaïta, harkerita, pertsevita-(OH), jacquesdietrichita i painita.

## Formació i jaciments
Va ser descoberta al rierol Kebirnin'ya, al riu Dogdo, a Verkhoyansk, Sakhà (Rússia), on sol trobar-se associada a altres minerals com: espinel·la, ludwigita, kotoïta, forsterita, clinohumita i calcita. També ha estat descrita a altres localitats russes, a Romania, i als estats d'Alaska i Califòrnia, als Estats Units.